# Armoriale dei comuni della provincia di Salerno

Stemma della Provincia di Salerno

Questa pagina contiene le armi (stemmi e blasonature) dei comuni della provincia di Salerno.
| Stemma                                                                            | Comune e blasonatura | Gonfalone e/o bandiera           |
| --------------------------------------------------------------------------------- | --- | -------------------------------- |
|                                                                                   | Acerno D'argento, alla figura di una vergine sostenuta da campagna di verde, coronata d'oro e vestita da una clamide azzurra, tenente nella mano destra una lancia in banda e nella sinistra una testa di cervo al naturale. Gonfalone: drappo partito di bianco e di azzurro. D.P.R. del 29 maggio 1963 |                                  |
|                                                                                   | Agropoli In capo, le chiavi con il cannello molto allungato, con gli ingegni all'insù, e le impugnature a trifoglio forato. Tre torri merlate alla guelfa, ordinate in fascia, la torre centrale più alta e più larga posta in cuore, le altre due nei fianchi destro e sinistro. In punta, una cortina di muro, priva di merli, munita di porta centrale. D.P.R. dell'8 novembre 1991 Gonfalone: drappo di giallo… |                                  |
|                                                                                   | Albanella Gonfalone: drappo di giallo bordato di verde… Gonfalone precedentemente in uso: drappo di giallo… | Gonfalone precedentemente in uso |
|                                                                                   | Alfano D'oro, alla lettera A, delineata con il carattere lapidario romano; di nero, accompagnata da due palle di rosso. Ornamenti esteriori da Comune. Gonfalone: Drappo partito di rosso e di nero riccamente ornato di ricami d'argento e caricato dello stemma sopra descritto con l'iscrizione centrata in argento: Comune di Alfano. D.P.R. del 18 maggio 1984 |                                  |
|                                                                                   | Altavilla Silentina D'azzurro, alle tre torri di due palchi, di rosso, mattonate di nero, merlate in ogni palco di tre alla guelfa, la torre centrale, più alta e più larga, chiusa di nero e finestrata con tre finestrelle tonde, dello stesso, due ordinate in fascia nel palco inferiore, una nel palco superiore, le torri laterali chiuse di nero finestrate con due finestrelle tonde, una in ogni palco, di nero, esse torri sormontate da tre stelle di otto raggi, d'oro, poste una, due, e fondate sulla pianura verde. D.P.R. del 24 aprile 2000 Gonfalone: drappo di colore rosso e di verde, riccamente ornato di ricami dorati, con ornamenti esteriori di città. |                                  |
| Stemma precedentemente in uso sul Gonfalone Stemma regionale in uso sul gonfalone | Amalfi Semipartito troncato: nel primo d'azzurro, alla banda cucita di rosso; nel secondo di nero alla croce ottagona d'argento; nel terzo ritroncato d'argento e di nero, alla bussola d'oro affiancata da quattro semivoli d'argento, attraversante sulla partizione e sormontata da una cometa d'oro, essa bussola caricata da una rosa dei venti di nero in campo d'argento e sovraccarica della lancetta magnetica d'oro con la punta gigliata alzata in palo. Motto: Descendit ex patribvs romanorvm. Gonfalone: drappo partito di rosso… |                                  |
|                                                                                   | Angri Troncato da una fascia d'argento: la parte superiore d'azzurro, a tre monti di verde, la parte inferiore di colore rosso pieno; lo scudo è sormontato da una corona turrita da comune e circondato da una corona intrecciata di foglie di alloro e rovere; al disotto un cartiglio con l'iscrizione: Universitas Terrae Angriae. Gonfalone: drappo di azzurro… |                                  |
|                                                                                   | Aquara |                                  |
| Stemma secondo decreto Stemma usato sul gonfalone                                 | Ascea D'argento, all'aquila dal volo abbassato, al naturale. Ornamenti esteriori da Comune. R.D. del 14 settembre 1928 Gonfalone: drappo di azzurro… |                                  |
|                                                                                   | Atena Lucana |                                  |
|                                                                                   | Atrani |                                  |
|                                                                                   | Auletta Troncato nel primo di azzurro alla casa al naturale, aperta e finestrata di nero. Nel secondo di argento al giglio di rosso. Ornamenti esteriori da Comune. D.P.C.M. del 14 novembre 1955 Gonfalone: drappo partito di rosso e di bianco… |                                  |
|                                                                                   | Baronissi D.P.R. del 10 aprile 1975 Gonfalone: drappo partito di rosso e di bianco… |                                  |
|                                                                                   | Battipaglia Inquartato: al PRIMO d'azzurro, alla spiga di grano d'oro; al SECONDO e TERZO d'oro pieno; al QUARTO di rosso al lambello d'argento. Ornamenti esteriori da Città. Deliberazione podestarile n. 74 del 31 agosto 1940 e RD n. 11240 dell'11 dicembre 1941 Gonfalone: Drappo di azzurro riccamente ornato di ricami d'oro e caricato dallo stemma comunale con l'iscrizione centrata in argento: Città di Battipaglia; le parti di metallo ed i cordoni sono dorati; l'asta verticale è ricoperta di velluto azzurro, con bullette dorate poste a spirale. Nella freccia è rappresentato lo stemma del Comune e sul gambo inciso il nome; cravatta con nastri tricolorati nazionali frangiati d'argento. D.P.R. dell'11 febbraio 1997, trascritto nel Registro Araldico dell'Archivio Centrale dello Stato il 21 gennaio 98 e registrato nei registri dell'Ufficio Araldico il 30 gennaio 1998 |                                  |
|                                                                                   | Bellizzi Inquartato in decusse: nel primo, di rosso, alla lettera capitale "B" d'oro; nel secondo e nel quarto, d'azzurro, alla stella (8) d'oro; nel terzo, di verde, a sette spighe di grano d'oro, legate d'azzurro. Gonfalone: Drappo di giallo. D.P.R. dell'8 novembre 1993 |                                  |
|                                                                                   | Bellosguardo |                                  |
|                                                                                   | Bracigliano Di rosso, al leone d'argento, addestrato da due rami di palma al naturale divergenti ed accompagnato in punta da otto bisanti, pure d'argento, ordinati in fascia (4 - 4). Ornamenti esteriori da Comune i rami di quercia, ulivo, il nastro e la corona. D.P.R. del 13 febbraio 1973 Gonfalone: Drappo partito di bianco e di rosso. |                                  |
|                                                                                   | Buccino Gallo in prato verde racchiuso in un cerchio ovale con la scritta ORDO POPULUSQUE VOLCEANUS. |                                  |
|                                                                                   | Buonabitacolo Bandato d'azzurro e d'oro, al leone di rosso tenente nella branca destra una mitria vescovile d'argento. Gonfalone: Drappo trinciato di rosso e d'oro… |                                  |
|                                                                                   | Caggiano |                                  |
|                                                                                   | Calvanico Di rosso, all'albero di faggio, di verde, fustato e sradicato, al naturale, attraversante tre fasce, d'oro. Sotto lo scudo, su lista bifida e svolazzante, di rosso, il motto, in lettere maiuscole, d'argento, QUIS UT DEUS. Ornamenti esteriori da Comune. Gonfalone: drappo partito di giallo e di rosso… Concessione di stemma e gonfalone D.P.R. del 10 febbraio 2015 |                                  |
|                                                                                   | Camerota D'argento, alla casa d'oro, vista in prospettiva con la facciata a sinistra, coperta di rosso, chiusa di nero, finestrata sul fianco di uno, dello stesso, sostenuta dal mare di azzurro fluttuoso d'argento, munita sul fianco di due ruote di otto raggi, di nero, attraversati sul detto fianco e sul mare, metà e metà. D.P.R. del 15 settembre 1989 Gonfalone: drappo d'azzurro. |                                  |
|                                                                                   | Campagna Lo stemma è composto da uno scudo di colore azzurro, con al centro una campana d'argento, con corona a duplice foro, sormontata da una corona d'oro radiata a cinque punte, e accompagnata sui fianchi dalle lettere maiuscole C e A, d'oro. Sotto lo scudo, su lista bifida e svolazzante di azzurro, il motto, in lettere maiuscole, d'oro, CIVIUM AMOR. Gonfalone: Il gonfalone è costituito da un drappo di colore bianco ornato di ricami d'oro e caricato dello stemma del Comune con l'iscrizione centrata in oro, recante la denominazione della città. Le parti di metallo ed i cordoni sono dorati. L'asta verticale è ricoperta di velluto bianco con bullette dorate poste a spirale. Nella freccia è rappresentato lo stemma della città e sul gambo inciso il nome. |                                  |
|                                                                                   | Campora Tre colonne in campo arato sormontato da corona D.C.G. del 15 dicembre 1930 |                                  |
|                                                                                   | Cannalonga Scudo, alla base trovasi un torrente le cui sponde formate da massi; in alto a sinistra trovasi palazzo merlato con torre merlata; sulla destra trovasi canneto; in forma trasversale trovasi scritta 'Verso la luce. Gonfalone: Drappo di colore azzurro, con frange d'oro. |                                  |
| Stemma precedentemente in uso                                                     | Capaccio Paestum tre torri e tre monti che sovrastano i campi arati della piana, la cui fertilità è attestata dal mazzo di prodotti agricoli e la luna calante. |                                  |
|                                                                                   | Casal Velino Di cielo, alla torre d'oro, murata di nero, merlata alla guelfa di tre, chiusa di nero, finestrata di due finestre, ordinate in fascia, dello stesso; essa torre fondata sulla campagna troncata di verde e di azzurro fluttuoso d'argento, accompagnata in capo dalla stella di cinque raggi d'argento, raggiante dello stesso. Ornamenti esteriori da Comune. Gonfalone: drappo di giallo con la bordatura di azzurro… Concessione di stemma e gonfalone D.P.R. del 2 maggio 2013 |                                  |
|                                                                                   | Casalbuono D'argento, a cinque burelle d'oro accompagnate da tre stelle (5) dello stesso, due in capo e una in punta. Gonfalone: drappo d'azzurro… |                                  |
|                                                                                   | Casaletto Spartano |                                  |
|                                                                                   | Caselle in Pittari Gonfalone: Drappo di azzurro… |                                  |
|                                                                                   | Castel San Giorgio troncato di azzurro e di rosso, alla effigie di San Giorgio, il viso di carnagione, armato di tutto punto di acciaio al naturale, sul fianco la spada di argento, l'elmo ornato dal pennacchio di rosso, ammantellato dello stesso, cavalcante il cavallo inalberato, di argento, sellato di rosso, i finimenti di nero, Santo e cavallo posti a destra e attraversanti, il Santo afferrante con la mano destra la lancia di nero, posta in sbarra alzata, in atto di colpire le fauci fiammeggianti di rosso del drago di quattro zampe di verde, con la testa alzata in sbarra, con la coda desinente nel canton sinistro della punta; il tutto accompagnato nell'azzurro a sinistra dal castello d'oro, murato di nero, merlato alla guelfa, la torre di cinque, il corpo del castello di otto, chiuso di nero, finestrato di due, dello stesso, una nella torre, l'altra sopra la porta, esso castello sostenuto dalla linea di partizione. Ornamenti esteriori da Comune. Gonfalone: drappo di giallo con la bordatura di azzurro D.P.R. del 6 novembre 2008 |                                  |
|                                                                                   | Castel San Lorenzo |                                  |
|                                                                                   | Castelcivita D.P.C.M. del 26 gennaio 1987 |                                  |
|                                                                                   | Castellabate Gonfalone: drappo di azzurro… |                                  |
|                                                                                   | Castelnuovo Cilento Gonfalone: drappo di verde… |                                  |
|                                                                                   | Castelnuovo di Conza D'azzurro, alla torre sormontata da una corona con ai lati due leoni. Gonfalone: drappo di azzurro… |                                  |
|                                                                                   | Castiglione del Genovesi Rappresenta tre alte torri, fondate sulle vette dei tre monti che sovrastano e circondano il paese: "Monna", "Stella", e "Monte". |                                  |
| Stemma in uso precedentemente                                                     | Cava de' Tirreni Partito: nel PRIMO, palato di quattro pezzi, di rosso e d'oro; nel SECONDO, d'argento, tre fasce di rosso. Lo scudo è sormontato dalla corona formata dal cerchio d'oro, cimato da otto fioroni sostenuti da punte, cinque visibili, dello stesso. Sotto lo scudo, due fronde di alloro e di quercia, di verde, fruttate d'oro, decussate in punta, legate dal nastro tricolorato dai colori nazionali. D.P.R. del 10 ottobre 2013, registrato nei registri del Servizio onorificenze e araldica 15 novembre 2013, trascritto nel Registro Araldico dell'Archivio Centrale dello Stato 30 ottobre 2013 Stemma in uso precedentemente: Partito, nel primo partito d'oro e di rosso; nel secondo di rosso a tre fasce d'argento. D.P.R. del 24 dicembre 1965 Gonfalone: drappo partito di giallo e di rosso, riccamente ornato di ricami d'oro e caricato dallo stemma sopra descritto con la iscrizione centrata in oro, recante la denominazione della Città. Le parti di metallo ed i cordoni saranno dorati. L'asta verticale sarà ricoperta di velluto dei colori del drappo, alternati, con bullette dorate poste a spirale. Nella freccia sarà rappresentato lo stemma della Città e sul gambo inciso il nome. Cravatta con nastri tricolorati dai colori nazionali frangiati d'oro. |                                  |
|                                                                                   | Celle di Bulgheria |                                  |
|                                                                                   | Centola |                                  |
|                                                                                   | Ceraso D.P.R. del 6 giugno 1988 Gonfalone: drappo di rosso. |                                  |
|                                                                                   | Cetara un delfino d'oro, che fuoriesce dal mare per richiamare, nella parte alta su sfondo rosso. Motto: CETARIA CRESCENT. Gonfalone: drappo di giallo… D.P.R. 22 aprile 2008 |                                  |
|                                                                                   | Cicerale |                                  |
|                                                                                   | Colliano d'azzurro, alla torre di argento, murata di nero, merlata alla guelfa di tre, chiusa di rosso, finestrata di due in fascia, dello stesso, fondata sulla campagna diminuita, di verde, accompagnata da due cipressi, uno e uno, di verde, fustati al naturale, nodriti nella campagna. Ornamenti esteriori da Comune. Gonfalone: drappo di rosso… D.P.R. del 24 settembre 2010 |                                  |
| Stemma in uso sul gonfalone                                                       | Conca dei Marini È formato da una corona ed uno scudo, all'interno del quale sono raffigurati 3 gigli (simbolo araldico della casa D'Angiò) in un campo blu nella parte superiore ed un vaso d'oro in un campo argenteo nella parte inferiore. Gonfalone: drappo partito di bianco e di rosso… |                                  |
|                                                                                   | Controne D'azzurro, all'aquila bicipite d'argento, lampassata di rosso. Gonfalone: drappo di azzurro… |                                  |
| Stemma precedentemente in uso                                                     | Contursi Terme D'oro, all'olivo di verde, fustato al naturale, fruttato di otto di nero, nodrito nella pianura di verde, accompagnato a destra dallo zampillo d'acqua di azzurro uscente dalla pianura, a sinistra dal fauno in maestà, capelluto e barbuto di nero, cornato di argento, la parte umana di carnagione, la parte caprina di nero, tenente con la mano sinistra la fistula di argento, la mano destra appoggiata al tronco dell'olivo, esso fauno sostenuto dalla pianura. Sotto lo scudo, su lista bifida e svolazzante d'oro, il motto, in lettere maiuscole di nero: EX AQUIS SURGO. Ornamenti esteriori da Città. Gonfalone: drappo di azzurro con la bordatura di giallo. Bandiera: drappo di azzurro con la bordatura di giallo, caricato dallo stemma sopra descritto. L'asta sarà ornata dalla cravatta con nastri tricolorati dai colori nazionali. D.P.R. del 2 dicembre 2010 |                                  |
|                                                                                   | Corbara Corvo nero su picco di montagna verde, il tutto su fondo celeste, sormontato dalla corona di comune. |                                  |
|                                                                                   | Corleto Monforte D.P.R. del 2 aprile 2001 Gonfalone: drappo d'azzurro… |                                  |
|                                                                                   | Cuccaro Vetere Di azzurro, a tre montagne d'oro, le montagne laterali uscenti dai fianchi e fondate in punta, la montagna centrale più alta e con i declivi parzialmente celati dalle montagne laterali, la montagna posta a sinistra con i declivi intieramente visibili, la montagna posta a destra con il declivio in banda parzialmente celato dalla montagna posta a sinistra; il tutto accompagnato in capo dalla fede di carnagione, vestita di rosso. Ornamenti esteriori da Comune. Gonfalone: drappo di rosso… Concessione di stemma e gonfalone D.P.R. 19 marzo 2014 |                                  |
|                                                                                   | Eboli Troncato: il Primo, d'oro, alla nube d'argento, diffusa in fascia sostenente tre fiamme di rosso; il Secondo, ritroncato: a) di azzurro, alle tre fasce ondate d'argento, b) d'oro, al grande fuoco di rosso, fondato in punta e munito di sette fiammelle dello stesso. Ornamenti da città. D.P.R. del 21 marzo 1999 Gonfalone: Drappo di bianco con la bordatura d'azzurro, riccamente ornato di ricami d'oro e caricato dello stemma sopra descritto con l'iscrizione centrata in oro, recante la denominazione del Comune. Le parti di metallo ed i cordoni saranno dorati. L'asta verticale sarà ricoperta di velluto azzurro con bullette dorate poste a spirale. Nella freccia sarà rappresentato lo stemma del Comune e sul gambo inciso il nome. Cravatta con nastri tricolorati dai colori nazionali frangiati d'oro. |                                  |
|                                                                                   | Felitto Scudo d'argento, alla base campo verde e al centro un olmo (campestre) frondoso e su di esso un gallo vigilante. Lo scudo è sormontato da corono a tre stadi merlata. Alla base, a semicerchio legati da nastro rosso, due rami: uno d'alloro e uno di quercia con bacche. Chiude una banda azzurra con su scritto Felitto. Gonfalone: Drappo bicolore verde e bianco ornato (forma trapezio rettangolo) con base trasversale (da sinistra a destra) terminante a tre strisce separate: striscia sinistra più corta, centrale più lunga, destra lunghezza media. Al centro lo stemma araldico. |                                  |
|                                                                                   | Fisciano Troncato semipartito con la fascia in filetto d'oro sulla troncatura: il PRIMO, di azzurro, al busto di San Vincenzo Ferreri, sostenuto dalla fascia in filetto, il viso, il collo, le mani di carnagione, vestito di nero e di bianco al naturale, il capo ornato dalla lingua di fuoco di rosso, aureolato d'oro, capelluto di nero, benedicente con la mano destra, la mano sinistra tenente stretto al petto il libro aperto, d'oro, recante la scritta, in lettere di nero, TIMETE DEUM ET DATE ILLI HONOREM, il Santo accompagnato da due rose di rosso bottonate d'oro, una a destra, l'altra a sinistra; il SECONDO, di rosso, al libro aperto d'oro; il TERZO, di azzurro, alla ruota dentata di quattro raggi, di nero, attraversata da due spighe di grano, poste in decusse, d'oro. Sotto lo scudo, su lista bifida e svolazzante di azzurro, il motto, in lettere maiuscole di nero, A LUCE PRIMORDIA DUCIT - NATURA POTENTIOR ARS. Ornamenti esteriori da Città. D.P.R. dell'11 maggio 2004 Gonfalone: Drappo di bianco bordato di azzurro… |                                  |
|                                                                                   | Furore D'azzurro, alla colonna d'oro. Ornamenti esteriori di Comune. Gonfalone: drappo partito di giallo e di azzurro… |                                  |
|                                                                                   | Futani |                                  |
|                                                                                   | Giffoni Sei Casali Di rosso, al grifone d'oro. Ornamenti esteriori da Comune. Gonfalone: drappo partito di giallo e di rosso. |                                  |
|                                                                                   | Giffoni Valle Piana D'azzurro, al monte di tre colli di verde, quello centrale cimato da un grifo sedente, al naturale, recante nel becco un ramoscello d'olivo, ed i due laterali pure cimati da due pini al naturale. Il monte caricato di un tempio, al naturale. Lo scudo sarà fregiato da ornamenti esteriori di comune. Gonfalone: drappo di colore azzurro, riccamente ornato di ricami d'argento e caricato dello stemma comunale con l'iscrizione centrata in argento: Comune di Giffoni Valle Piana. Le parti di metallo ed i cordoni saranno argentati. L'asta verticale sarà ricoperta di velluto azzurro con bullette argentate poste a spirale. Nella freccia sarò rappresentato lo stemma del comune e sul gambo inciso il nome. Cravatta e nastri tricolorati dai colori nazionali frangiati di argento. |                                  |
|                                                                                   | Gioi D'azzurro, ai cinque colli all'italiana di marcata altezza di verde uniti, fondati in punta, il colle centrale più alto, quelli intermedi di altezza meridiana, quelli laterali più bassi e uniti ai fianchi dello scudo con lo scaglione diminuito di argento, sostenuto dai colli laterali, con il vertice appuntato al lembo superiore dello scudo. Ornamenti esteriori da Comune. Gonfalone: drappo di bianco… |                                  |
|                                                                                   | Giungano D'oro, a tre fiori di giunchiglia al naturale, posti in palo, nodriti in un mare di azzurro, ondato d'argento. Ornamenti esteriori da Comune. Gonfalone: Drappo partito, di giallo e d'azzurro, riccamente ornato di ricamo d'argento e caricato dello stemma sopra descritto con la iscrizione centrata in argento: Comune di Giungano. Le parti di metallo ed i cordoni saranno argentati. L'asta verticale sarà ricoperta di velluto dei colori del drappo, alternati, con bullette argentate poste a spirale. Nella freccia sarà rappresentato lo stemma del comune e sul gambo inciso il nome. Cravatta e nastri tricolorati dai colori nazionali frangiati d'argento. D.P.R. del 17 ottobre 1967 |                                  |
|                                                                                   | Ispani D'argento, alla figura di San Nicola ritto in abito vescovile tenente nella destra il pastorale e nella sinistra una colomba; alla sinistra dello stesso una torre rossa merlata alla guelfa di tre con porta e finestrata di uno, il tutto poggiante su una pianura al naturale. |                                  |
|                                                                                   | Laureana Cilento Pianta di alloro in campo azzurro, racchiusa in uno scudo sormontato da una corona turrita e circondato, nella parte inferiore, da palme di quercia e alloro. Gonfalone: drappo di giallo… |                                  |
|                                                                                   | Laurino |                                  |
|                                                                                   | Laurito Di azzurro, al castello di rosso, mattonato di nero, merlato alla guelfa di nove, munito di tre torri, la torre centrale più alta, più larga e di due palchi, ogni palco merlato alla guelfa di quattro e finestrato di nero, le torri laterali merlate alla guelfa di quattro e finestrate di nero, esso castello attraversante con le tre torri e con la cornice del fastigio merlata la parte alta (testa, ali, petto) dell'aquila di argento, allumata e linguata di rosso, e attraversato nella parte inferiore dalla parte bassa (addome, arti, coda) della detta aquila. Ornamenti esteriori da Comune. Gonfalone: Drappo di bianco riccamente ornato di ricami d'argento e caricato dello stemma sopra descritto con la iscrizione centrata in argento, recante la denominazione del Comune. |                                  |
|                                                                                   | Laviano Gonfalone: drappo di azzurro… |                                  |
|                                                                                   | Lustra Gonfalone: drappo di azzurro… |                                  |
|                                                                                   | Magliano Vetere Di azzurro, alla montagna di rosso, fondata in punta, uscente dai fianchi, accompagnata da quattro magli, due a destra posti in sbarra, due a sinistra posti in banda, essi magli con i ferri di nero, uno sull'altro e affrontati, le bocche all'insù, con i manici di rosso; il tutto accompagnato in capo dalla stella di otto raggi, d'oro. Ornamenti esteriori da Comune. Gonfalone: drappo di giallo con la bordatura di rosso D.P.R. del 22 settembre 2009 |                                  |
| Stemma in uso precedentemente                                                     | Maiori D’azzurro, alla pianticella di maggiorana, sradicata, con nove rametti disposti a ventaglio, di verde, cimata dalla corona formata dal cerchio gemmato con due cordonate lisce sui margini, sostenente cinque gigli visibili alternati a quattro basse punte visibili, il tutto d'oro. Ornamenti esteriori da Città. Gonfalone: drappo di giallo con la bordatura di azzurro. D.P.R. 27 ottobre 2015 Stemma in uso precedentemente: Scudo inquartato e sormontato da corona per il titolo di comune. Nel primo quarto a sinistra su sfondo d'oro, troviamo un castello al naturale posto su di un monte di colore verde. Nel secondo a destra su sfondo azzurro una scimitarra al naturale, posta in banda, con impugnatura in basso. Nel terzo, sempre su sfondo azzurro, un cavalluccio marino al naturale. Infine nell'ultimo quarto a destra, su sfondo d'oro, una ruota di mulino al naturale. |                                  |
|                                                                                   | Mercato San Severino D'azzurro, alla fascia d'argento, carica delle lettere V. S. S. di nero, accompagnate in capo della figura del vescovo S. Severino nascente, in punta, da una stella d'oro. Decreto del 14 marzo 1896. Gonfalone: drappo d'azzurro |                                  |
|                                                                                   | Minori Scudo sannitico troncato nel 1° d’azzurro il busto uscente di S. Trofimena di oro, coronata, impugnante con la destra una croce, con la sinistra la palma, il tutto d’oro, nel 2° di rosso a due fasce d’argento. Circondato da due rami di quercia e d’alloro, annodato da un nastro dai colori nazionali. Ornamenti esteriori da Comune. Statuto comunale, allegato A Gonfalone: Drappo rettangolare di cm. 90x180, di colore argento, nel centro vi sarà il nuovo stemma dell'ente, sormontato dall'iscrizione centrata (convessa verso l'alto) dell'ente medesimo. La cravatta frangiata sarà costituita da un nastro tricolore, le parti metalliche, così come i ricami, i cordoni, l'iscrizione e le bullette a spirale del gonfalone saranno argentate visto che trattasi di comune." Statuto comunale, allegato B |                                  |
|                                                                                   | Moio della Civitella |                                  |
|                                                                                   | Montano Antilia Gonfalone: drappo palato di verde, di bianco e di rosso… |                                  |
|                                                                                   | Monte San Giacomo |                                  |
|                                                                                   | Montecorice |                                  |
|                                                                                   | Montecorvino Pugliano Gonfalone: drappo di giallo… |                                  |
|                                                                                   | Montecorvino Rovella Di azzurro, a tre colli all’italiana uniti fondati in punta, di rosso, il colle centrale più alto e più largo sostenente il corvo di nero, allumato di rosso, imbeccato e membrato d’oro; il tutto alla bordura in filetto, dello stesso. Ornamenti esteriori da Comune. D.P.R. del 17 aprile 2015 Gonfalone: Drappo di azzurro, riccamente ornato di ricami d’argento e caricato dello stemma sopra descritto con l’iscrizione centrata in argento, recante la denominazione del Comune. Le parti di metallo ed i cordoni saranno argentati. L’asta verticale sarà ricoperta di velluto azzurro, con bullette argentate poste a spirale. Nella freccia sarà rappresentato lo stemma del Comune e sul gambo inciso il nome. Cravatta con nastri tricolorati dai colori nazionali frangiati d’argento. D.P.R. del 17 aprile 2015 |                                  |
|                                                                                   | Monteforte Cilento |                                  |
|                                                                                   | Montesano sulla Marcellana Fondo azzurro, a tre monti, color verde chiaro e scuro, sormontati da una M, con sovrastante corona e circoscritto da due rami di quercia legati da cravatta tricolore. |                                  |
|                                                                                   | Morigerati |                                  |
| Stemma in uso precedentemente                                                     | Nocera Inferiore D'oro, al noce sradicato, di verde, fruttato d'oro, chiomato di verde, fustato e radicato al naturale, alla bordatura diminuita di rosso sulla quale sono riportate in oro la scritta Urbs Nuceria in caratteri Romani, poste verticalmente con le iniziali -U- all'insù, la parola NUCERIA con la -A- finale all'insù. Ornamenti esteriori della città. D.P.R. del 20 dicembre 2013 Stemma in uso precedentemente: d'oro, al noce sradicato, di verde, accompagnato ai fianchi da due gigli d'argento posti in palo e delle parole Urbs Nuceria in lettere maiuscole romane d'oro, poste verticalmente, la parola Urbs con la -u- iniziale all'insù, la parola Nuceria con la -a- finale all'insù. Ornamenti esteriori di Città. Gonfalone: drappo di colore verde, terminante sul lato inferiore con frangia d'oro, al centro lo stemma del noce recante ai lati la scritta Urbs Nuceria in caratteri Romani maiuscoli, con la scritta Città di Nocera Inferiore convessa verso l'alto, parti metalliche in oro, cravatta tricolore con cordone e fiocco d'oro, ricami in oro, frangia d'oro, bullette d'oro. |                                  |
|                                                                                   | Nocera Superiore D'azzurro, al noce sradicato, di verde, fruttato d'oro, accompagnato ai fianchi delle parole “Urbs Nuceria” in lettere maiuscole romane d'oro, poste verticalmente, la parola Urbs in bordatura nel fianco destro e con la U iniziale all'insù, la parola Nuceria in bordatura nel fianco sinistro e con la A finale all'insù. Ornamenti esteriori di città. D.P.R del 6 aprile 1987 Gonfalone: Drappo partito di giallo e di verde riccamente ornato di ricami d'oro e caricato dello stemma comunale con la iscrizione centrata in oro: "Città di Nocera Superiore". Le parti di metallo ed i cordoni sono dorati. L'asta verticale è ricoperta di velluto dei colori del drappo, alternati, con bullette dorate poste a spirale. Nella freccia è rappresentato lo stemma della città e sul gambo inciso il nome. Cravatta con nastri tricolorati dai colori nazionali frangiati d'oro. |                                  |
|                                                                                   | Novi Velia D'azzurro, al torrione d'argento, murato di nero, chiuso dello stesso, munito di finestrella tonda, di nero, merlato alla guelfa di quattro. Accompagnato da nove stelle di sei raggi d'oro, quattro poste a destra sul fianco del torrione, ordinate una due una, quattro poste a sinistra del torrione, ugualmente ordinate, la nona posta in punta sotto la porta. Ornamenti esteriori del Comune. Gonfalone: drappo di bianco… |                                  |
|                                                                                   | Ogliastro Cilento Pianta d'ulivo su fondo rosso e blu con alla base zona marrone raffigurante zolle di terra. L'insieme racchiuso in una figura geometrica a scudo. |                                  |
|                                                                                   | Olevano sul Tusciano |                                  |
|                                                                                   | Oliveto Citra d'argento, a quattro cotisse di azzurro passanti dietro un albero al naturale e radicato. Lo scudo è cimato da corona comitale e accollato a due rami d'alloro e di quercia passati in croce di Sant'Andrea. Gonfalone: drappo in tessuto trinciato di azzurro e di bianco, un metro per due. Sul recto è caricato nel centro dello stemma civico; sovrasta lo stemma la corona comitale. Il gonfalone è sospeso mediante un bilico mobile ad un'asta ricoperta di tessuto dello stesso colore, con bollette poste a spirale e terminata in punta da una freccia, sulla quale è riprodotto lo stemma e sul gambo il nome del Comune. |                                  |
|                                                                                   | Omignano |                                  |
|                                                                                   | Orria inquartato; nel 1º e nel 4º di nero a tre bande d'argento; nel 2º e nel 3º d'argento al leone d'azzurro. Ornamenti esteriori da Comune. D.P.R. del 10 settembre 1974 Gonfalone: drappo partito di rosso e di bianco… |                                  |
|                                                                                   | Ottati |                                  |
|                                                                                   | Padula Gonfalone: drappo partito di bianco e di azzurro… |                                  |
|                                                                                   | Pagani un albero in campo rosso sovrastato da una corona turrita a cinque punte. Gonfalone: due bande verticali di colore rosso e verde con sovrapposto lo stemma del Comune e la scritta “Comune di Pagani”. |                                  |
|                                                                                   | Palomonte |                                  |
| Stemma nella versione aulica                                                      | Pellezzano D'azzurro, alla pecora ferma, d'oro, sostenuta dal pettine per cardare, posto in fascia, munito di venti denti all'ingiù, dello stesso; il tutto accompagnato in capo da cinque stelle di cinque raggi, ordinate in fascia centrata, d'oro. Ornamenti esteriori da Comune. D.P.R. del 18 febbraio 2011 Gonfalone: drappo di giallo bordato di azzurro… |                                  |
|                                                                                   | Perdifumo |                                  |
|                                                                                   | Perito Troncato: nel 1º d'azzurro, alla volpe passante al naturale, con la testa rivoltata, fissante un'ombra di sole d'oro, posta nel cantone sinistro del capo; nel 2º fasciato d'argento e di nero, le fasce nere caricate di una stella d'argento raggiata di sei. Ornamenti esteriori da Comune. DPR del 1º ottobre 1974 |                                  |
|                                                                                   | Pertosa |                                  |
|                                                                                   | Petina |                                  |
|                                                                                   | Piaggine |                                  |
|                                                                                   | Pisciotta Troncato: il PRIMO, di argento, all'olivo di verde, fustato al naturale, nodrito nel terreno di verde, fondato sulla linea di partizione; il SECONDO, di cielo, all'imbarcazione a vela, di rosso, con la prora a destra, fornita di tre vele quadrangolari d'argento, con il vento in poppa, la centrale più grande, i tre alberi ed il sartiame di nero, essa imbarcazione vogante sul mare di azzurro, mareggiato di argento, fondato in punta. Ornamenti esteriori da Comune. D.P.R. del 21 giugno 2010 Gonfalone: Drappo di bianco con la bordatura di azzurro… Gonfalone: Drappo di bianco con la bordatura di azzurro, caricato dallo stemma sopra descritto. L'asta sarà ornata dalla cravatta con nastri tricolorati dai colori nazionali. |                                  |
|                                                                                   | Polla Gonfalone: drappo partito di rosso e di azzurro… |                                  |
|                                                                                   | Pollica |                                  |
|                                                                                   | Pontecagnano Faiano |                                  |
|                                                                                   | Positano D'argento, al castello triturrito, la torre centrale più alta, le torri merlate ciascuna di quattro alla guelfa, il fastigio privo di merli, esso castello di rosso, mattonato di nero, chiuso dello stesso, finestrato di cinque, tre nelle torri, due tonde nel corpo del castello, di nero, fondato sulla campagna di azzurro, mareggiata d'argento. Sotto lo scudo, su lista bifida svolazzante di argento, il motto, in lettere maiuscole di rosso, SIRENUM TERRA. Ornamenti esteriori da comune. Gonfalone: Drappo d'azzurro, riccamente ornato di ricami d'argento e caricato dello stemma sopra descritto con la iscrizione centrata in argento, recante la denominazione del Comune. L'asta verticale sarà ricoperta di velluto azzurro, con bullette argentate poste a spirale. Nella freccia sarà rappresentato lo stemma del comune e sul gambo inciso il nome. Cravatta con nastri tricolorati dai colori nazionali frangiati d'argento. D.P.R. del 23 gennaio 2010 |                                  |
|                                                                                   | Postiglione |                                  |
|                                                                                   | Praiano d'azzurro, a tre bande d'oro, il tutto abbassato sotto un capo di argento caricato di tre arance al naturale in fascia, quella centrale gambuta e fogliata di due di verde; il capo è sostenuto da una trangla di rosso. Segni esterni di Comune. Gonfalone: drappo troncato di azzurro e di bianco caricato dell'arma sopra descritta e riccamente ornato di fregi d'argento. |                                  |
|                                                                                   | Prignano Cilento Inquartato: nel PRIMO, di azzurro, alla colomba d'argento, volante, in profilo; nel SECONDO, di azzurro, alla mezzaluna montante, d'oro; nel TERZO, fasciato d'oro e di rosso di quattro pezzi; nel QUARTO, d'argento, alle tre bande di azzurro, al capo di rosso, caricato da tre stelle di otto raggi, d'oro. Ornamenti esteriori da Comune. Gonfalone: drappo partito di bianco e di rosso, riccamente ornato di ricami d'argento e caricato dello stemma sopra descritto con la iscrizione centrata in argento, recante la denominazione del Comune. Le parti di metallo ed i cordoni saranno argentati. L'asta verticale sarà ricoperta di velluto dei colori del drappo, alternati, con bullette argentate poste a spirale. Nella freccia sarà rappresentato lo stemma del Comune e sul gambo inciso il nome. Cravatta con nastri tricolorati dai colori nazionali frangiati d'argento. |                                  |
|                                                                                   | Ravello Tre bande rosse orizzontali su campo bianco. |                                  |
|                                                                                   | Ricigliano Di argento, al San Cristoforo di carnagione, capelluto e barbuto di nero, aureolato d'oro, il corpo di tre quarti a sinistra, la testa volta a sinistra, le gambe parzialmente immerse e attraversanti il fiume di azzurro, fluttuoso di argento, fondato in punta e uscente dai fianchi, il Santo con il petto e i lombi avvolti dal grande manto di rosso, sostenente sulla spalla sinistra il Divino Fanciullo, in maestà, di carnagione, aureolato d'oro, capelluto di nero, con la mano destra alzata verso l'alto, il Santo afferrante con entrambe le mani il bastone di legno al naturale, posto in sbarra alzata, ornato sulla sommità da tre palme di verde, il bastone attraversante il Santo, il fiume e in esso immerso. Ornamenti esteriori da Comune. Gonfalone: drappo troncato di azzurro e di rosso… |                                  |
|                                                                                   | Roccadaspide D'argento, al castello di rosso, mattonato di nero, chiuso dello stesso, munito di tre torri, ognuna con finestrella tonda di nero e merlata alla guelfa di tre, la torre centrale più alta e più larga e sormontata dall'aspide di verde, posta a guisa della lettera S maiuscola, con la testa rivoltata e linguata dello stesso. Ornamenti esteriori da Comune. Gonfalone: drappo partito di rosso e di verde, riccamente ornato di ricami di argento e caricato dallo stemma sopra descritto con la iscrizione centrale in argento, recante la denominazione del Comune. Le parti di metallo ed i cordoni saranno argentati. L'asta verticale sarà ricoperta di velluto dei colori del drappo, alternati, con bullette argentate poste a spirale. Nella freccia sarà rappresentato lo stemma del Comune e sul gambo inciso il nome. Cravatta con nastri tricolorati dai colori nazionali frangiati d'argento. Bandiera: drappo partito di rosso e di verde… |                                  |
|                                                                                   | Roccagloriosa |                                  |
|                                                                                   | Roccapiemonte D'argento, al castello di rosso, caricato di una fascia di verde. Lo scudo sarà cimato da corona formata da un cerchio di muro d'oro aperto di quattro porte, sormontato da otto merli dello stesso uniti da muricciuoli d'argento. D.P.C.M. del 23 ottobre 1890 Gonfalone: drappo di giallo… |                                  |
|                                                                                   | Rofrano D'oro, al busto della Beata Vergine Maria, in maestà con il viso rivolto leggermente a sinistra, il viso, il collo, le mani, di carnagione, vestita con la tunica di rosso bordata di argento, il capo ed il busto ammantellati con il manto di azzurro bordato di argento, la Beata Vergine aureolata di rosso, tenente con la mano destra lo scettro gigliato, posto in banda, dello stesso e con la mano ed il braccio sinistro il Divino Fanciullo, in maestà, di carnagione, capelluto di nero, aureolato di rosso, vestito con la tunica dello stesso, il petto e il braccio destro ignudi, benedicente con la mano destra, tenente con la mano sinistra il rotolo di pergamena, d'argento; il tutto accompagnato in punta da tre fasce ondate e diminuite di azzurro. Sotto lo scudo, su lista bifida e svolazzante d'oro, la scritta in lettere maiuscole di nero: PROTEGE NOS. Ornamenti esteriori da Comune. Gonfalone: drappo di azzurro con la bordatura di giallo… Concessione di stemma e gonfalone D.P.R. del 10 marzo 2014 |                                  |
|                                                                                   | Romagnano al Monte Nella parte inferiore c'è la scritta :"Comune di Romagnano al Monte" sopra la quale si diramano due ramoscelli di quercia con ghiande, legati con un nastro giallo che forma un fiocco.I ramoscelli fanno da cornice ad un rettangolo con la base inferiore tondeggiante. Il rettangolo ha lo sfondo di colore celeste su cui è sospesa una piccola torre con una porta centrale e quattro piccoli merli. Sotto la torre scorre un fiume azzurro delimitato ai due lati destra e sinistra da piloni di pietra. Sopra il rettangolo c'è una torre a forma di corona con feritoie e merli, il tutto di colore marrone. Le raffigurazioni poggiano sopra uno sfondo bianco. Gonfalone: drappo di azzurro… |                                  |
|                                                                                   | Roscigno Di rosso, alla casa fondata sul monte di verde nascente dalla punta, il tutto al naturale, il monte caricato in punta da due fasce ondate d'argento. Ornamenti esteriori da Comune. D.P.R. del 6 luglio 1960 Gonfalone: drappo partito di rosso e di bianco… |                                  |
|                                                                                   | Rutino |                                  |
|                                                                                   | Sacco |                                  |
|                                                                                   | Sala Consilina D'azzurro, alla cortina di muro di rosso, mattonata di nero, fondata in punta e uscente dai fianchi, munita di tre postierle, poste due, una, di nero, essa cortina sostenente tre torri di rosso, mattonate di nero, merlate alla ghibellina di tre, chiuse e finestrate di nero, la torre centrale più larga e più alta, cui è appoggiata a sinistra la scala a pioli, alta quanto la torre, posta in banda alzata, sostenuta dalla cortina, di argento. Ornamenti esteriori da Città. Gonfalone: drappo di bianco… |                                  |
|                                                                                   | Salento |                                  |
|                                                                                   | Salerno Troncato: nel primo d'azzurro alla mezza figura di S. Matteo al naturale; barbuto e canuto, aureolato, sormontato da corona murata, uscente dalla partizione, drappeggiato di rosso e di verde, poggiante la mano sinistra sull'orlo superiore delle pagine aperte del Libro del Vangelo, tenente con la destra una penna d'oca; nel secondo fasciato d'oro e di rosso. Ornamenti esteriori da Città. Gonfalone: drappo troncato d'azzurro e di rosso, l'azzurro caricato della figura di S.Matteo descritta nello stemma; il rosso caricato di tre fascie d'oro accompagnato in punta dalla sigla “S.P.Q.S.” in oro. Le parti di metallo saranno dorati. L'asta verticale sarà ricoperta di velluto azzurro con bullette dorate poste a spirale, e cimata da un'aquila caricata in petto di uno scudetto di rosso alla croce d'argento. D.P.R. del 23 giugno 1949 |                                  |
|                                                                                   | Salvitelle |                                  |
|                                                                                   | San Cipriano Picentino Interzato in palo: il primo ed il terzo in azzurro, il secondo di verde, all'aquila con il volo abbassato, attraversante, d'oro, coronata con corona d'oro di cinque fioroni visibili, dello stesso. ornamenti esteriori da comune. Gonfalone: drappo di giallo bordato d'azzurro… |                                  |
|                                                                                   | San Giovanni a Piro Un albero di pero tra due leoni rampanti. |                                  |
|                                                                                   | San Gregorio Magno D'azzurro, al leone d'oro, linguato e allumato di rosso, nascente dalla torre dello stesso, mattonata e chiusa di nero, merlata alla guelfa di tre, fondata in punta, esso leone accompagnato nel cantone destro del capo dalla stella di cinque raggi, d'oro, il tutto alla bordatura diminuita, dello stesso. Ornamenti esteriori da Comune. D.P.R. del 29 luglio 2010 Gonfalone: Drappo di azzurro… |                                  |
|                                                                                   | San Mango Piemonte |                                  |
|                                                                                   | San Marzano sul Sarno |                                  |
|                                                                                   | San Mauro Cilento Di azzurro, alle due torri di due palchi, di rosso, mattonate di nero, ogni palco merlato alla guelfa di quattro, il palco inferiore munito di grande finestra di nero, il palco superiore di due finestrelle, dello stesso, ordinate in fascia, esse torri, ordinate in fascia, poste in ombilico, accompagnate in capo dal torrione di rosso, mattonato di nero, merlato alla guelfa di quattro, munito di grande finestra, dello stesso. Ornamenti esteriori da Comune. Gonfalone: drappo rosso riccamente ornato di ricami d'argento e caricato dello stemma comunale con la iscrizione centrata in argento, recante la denominazione del Comune. Le parti di metallo ed i cordoni saranno argentati. L'asta verticale sarà ricoperta di velluto rosso con bullette argentate poste a spirale. Nella freccia sarà rappresentato lo stemma del Comune e sul gambo inciso il nome. Cravatta con nastri tricolorati dai colori nazionali frangiati di argento. |                                  |
| Stemma aulico                                                                     | San Mauro La Bruca Di rosso, alla croce di otto punte e patente, di argento; alla bordatura troncata d'oro e di azzurro. Ornamenti esteriori da Comune. D.P.R. 21 gennaio 2009 Gonfalone: drappo di bianco alla bordatura di azzurro… |                                  |
|                                                                                   | San Pietro al Tanagro D'azzurro, a due chiavi disposte in croce di S. Andrea, con gli ingegni all'ingiù, sormontate dal triregno pontificio, circondato da cinque stelle di sei raggi, il tutto d'oro. Decreto del 7 giugno 1915 |                                  |
|                                                                                   | San Rufo Scudo in cuore fondo d'argento con due lance incrociate, aste color legno, punte triangolari in ferro, color ferro; al centro, in senso perpendicolare, un bastone a foggia di scettro dal color legno; ai lati dello scudo in cuore sulla sinistra la lettera " O" e sulla destra la lettera " M "; detti elementi sono rappresentati entro uno scudo di foggia sannitica, sormontato dalla corona regolamentare di Comune, del colore argento, murato in nero e circondato da due rami di quercia e di alloro legati in decusse da un nastrino tricolore. Gonfalone: drappo di rosso quadrangolare di un metro per due, riportante gli stessi colori dello stemma, riccamente ornato di ricami di argento e caricato dallo stemma civico, sormontato dall'iscrizione centrata pure in argento "Comune di San Rufo". |                                  |
|                                                                                   | San Valentino Torio |                                  |
|                                                                                   | Sant'Angelo a Fasanella |                                  |
|                                                                                   | Sant'Arsenio D'azzurro, ad un santo eremita vestito di nero, con la testa circondata da un'aureola d'oro, tenente nella destra una ghirlanda di bacche di cipresso e nella sinistra un pastorale, sostenuto da un breve terrazzo di verde movente dalla punta dello scudo, il tutto cucito. Decreto del 2 luglio 1915 |                                  |
|                                                                                   | Sant'Egidio del Monte Albino Di argento, al noce nodrito nella pianura e sostenuto da due leoni affrontati, il tutto al naturale. Lo scudo accollato ad un pastorale d'argento. Ornamenti esteriori da Comune. D.Ric. del 28 maggio 1913 Gonfalone: drappo di azzurro nazionale, reca al centro lo stemma comunale è in alto la scritta in oro "Comune di S. Egidio del Monte Albino". |                                  |
|                                                                                   | Santa Marina |                                  |
|                                                                                   | Santomenna |                                  |
|                                                                                   | Sanza Tre picchi di montagne di colore verde sormontati da un cervo di colore marrone chiaro rivolto ad ovest. Sulle montagne e sul cervo è la volta celeste. Il tutto è racchiuso in una forma geometrica lineare a scudo con bordo dorato costituita da un lato superiore orizzontale più corto, due lati verticali più lunghi ed il lato inferiore arrotondato con punta rivolta verso il basso. Tale scudo è sovrastato da corona turrita, multi merlata, dorata. Gonfalone: drappo di colore azzurro, riccamente ornato di ricami dorati e caricato dello stemma comunale, con l'iscrizione centrata dorata, al di sopra della corona turrita multimerlata, di: COMUNE DI SANZA. Nella parte destra, esterna allo stemma ed a sinistra di chi lo guarda, il gonfalone reca un ramo di ulivo verde e nella parte sinistra, esterna allo stemma ed a destra di chi lo guarda, reca un ramo di quercia verde. Il drappo termina in basso con tre punte frangiate dorate, due agli estremi lati opposti di uguale misura ed una centrale più lunga. I cordoni del drappo sono dorati. L'asta verticale superiore di sostegno del drappo è in acciaio cromato. Cravatta e nastri tricolorati, dei colori nazionali, sono con frange dorate.                                                                |                                  |
|                                                                                   | Sapri Un toro marino con tre torri sullo sfondo in campo marino con sovrastante corona a foggia di torre. |                                  |
|                                                                                   | Sarno D'azzurro, all'ippogrifo al naturale, tenente con la zampa anteriore una testa di ariete e poggiato con le altre zampe sopra tre monti, dai quali scaturiscono tre sorgenti che formano un fiume, il tutto al naturale. Lo scudo è sormontato da corona di città. Gonfalone: drappo di azzurro… |                                  |
|                                                                                   | Sassano D'azzurro ai cinque monti al naturale fondati in punti, tre posti davanti (quello a destra posto davanti al centrale e questo posto davanti a quello di sinistra) e i due dietro con le sole cime visibili, essi monti sovrastati dalla stella (6) d'argento. Ornamenti esteriori di Comune. Gonfalone: drappo di rosso… |                                  |
|                                                                                   | Scafati |                                  |
|                                                                                   | Scala |                                  |
|                                                                                   | Serramezzana |                                  |
|                                                                                   | Serre |                                  |
|                                                                                   | Sessa Cilento |                                  |
|                                                                                   | Siano |                                  |
|                                                                                   | Sicignano degli Alburni Gonfalone: drappo di giallo, riccamente ornato di ricami d'argento e caricato dallo stemma comunale con la iscrizione centrata in argento, recante la denominazione del Comune. Le parti di metallo ed i cordoni saranno argentati. L'asta verticale sarà ricoperta di velluto giallo, con bullette argentate poste a spirale. Nella freccia sarà rappresentato lo stemma del Comune e sul gambo inciso il nome. Cravatta con nastri tricolorati dai colori nazionali frangiati d'argento. D.P.R. del 22 giugno 2012 |                                  |
|                                                                                   | Stella Cilento |                                  |
|                                                                                   | Stio |                                  |
|                                                                                   | Teggiano |                                  |
|                                                                                   | Torchiara |                                  |
|                                                                                   | Torraca |                                  |
|                                                                                   | Torre Orsaia |                                  |
|                                                                                   | Tortorella D'argento, al castello di azzurro, murato di nero, chiuso dello stesso, il fastigio privo di merli, esso castello munito di tre torri merlate alla guelfa di quattro, la torre centrale più alta e più larga, finestrata di tre, di nero, due finestre a filo del fastigio, la terza centrale a due terzi di altezza, le torri laterali finestrate ognuna di due di nero, una finestra a filo del fastigio, l'altra a due terzi di altezza. Ornamenti esteriori da Comune. D.P.R. del 6 novembre 1966 Gonfalone: drappo di azzurro, riccamente ornato di ricami d'argento e caricato dello stemma sopra descritto, con iscrizione centrata in argento, recante la denominazione del Comune. Le parti di metallo e i cordoni saranno argentati. L'asta verticale sarà ricoperta di velluto azzurro, con bullette argentate poste a spirale. Nella freccia sarà rappresentato lo Stemma del Comune e sul gambo inciso il nome. Cravatta coi nastri tricolorati dai colori nazionali frangiati d'argento. |                                  |
|                                                                                   | Tramonti D'azzurro, alle tre montagne di verde, fondate in punta, la montagna centrale più alta e più larga, le montagne laterali uscenti dai fianchi e con i declivi parzialmente celati dalla montagna centrale, questa sormontata dalla mezzaluna crescente d'argento. Sotto lo scudo, su lista bifida e svolazzante di azzurro, il motto, in lettere maiuscole di nero, intra montes ubertas. Ornamenti esteriori da Comune. Gonfalone: drappo di bianco, riccamente ornato di ricami d'argento e caricato dallo stemma sopra descritto con la iscrizione centrata in argento, recante la denominazione del Comune. Le parti di metallo ed i cordoni saranno argentati. La asta verticale sarà ricoperta di velluto bianco, con bullette argentate poste a spirale. Nella freccia sarà rappresentato lo stemma del Comune e sul gambo inciso il nome. Cravatta con nastri tricolorati dai colori nazionali frangiati d'argento. D.P.R. del 30 agosto 2000, registrato nei registri dell'Ufficio Araldico il 26 ottobre 2000, trascritto nel Registro Araldico dell'Archivio Centrale dello Stato il 14 ottobre 2000 |                                  |
|                                                                                   | Trentinara D’azzurro, a tre torri d’oro aperte murate e finestrate di nero, la centrale più grande, male ordinate e accompagnate in punta da una piramide del secondo e murata del terzo. Gonfalone: Drappo di azzurro… |                                  |
|                                                                                   | Valle dell'Angelo Un albero con due leoni rampanti. |                                  |
|                                                                                   | Vallo della Lucania |                                  |
|                                                                                   | Valva |                                  |
|                                                                                   | Vibonati |                                  |
|                                                                                   | Vietri sul Mare Scudo diviso in due campi di cui quello inferiore rappresenta il mare e quello superiore rappresenta due scogli, denominati: "I DUE FRATELLI", simbolo paesaggistico locale, su fondo naturale. Tale scudo è sormontato da una corona Turrita e nella base inferiore è circondato da un ramo di quercia, a destra, e da un ramo di alloro, a sinistra, uniti, alla base, da un nastro tricolore. Gonfalone: Drappo di azzurro… |                                  |